# Sugito
Sugito (杉戸町?) è una cittadina giapponese della prefettura di Saitama.